# Aspang-Markt
Aspang-Markt è un comune austriaco di 1 806 abitanti nel distretto di Neunkirchen, in Bassa Austria; ha lo status di comune mercato (Marktgemeinde).